# محمد اکگون
محمد اکگون (انگلیسی: Mehmet Akgün؛ زادهٔ ۶ اوت ۱۹۸۶) بازیکن فوتبال اهل ترکیه است.
از باشگاه‌هایی که در آن بازی کرده‌است می‌توان به باشگاه فوتبال بشیکتاش، باشگاه ورزشی کایسری ارجیسپور، باشگاه فوتبال بروسیا دورتموند، باشگاه فوتبال ویلم دوم، باشگاه ورزشی گنچلربیرلیغی، و باشگاه فوتبال قاسم‌پاشا اسپور اشاره کرد.
وی همچنین در تیم ملی فوتبال Turkey U17 بازی کرده‌است.